# 2004年アテネオリンピックのベラルーシ選手団
2004年アテネオリンピックのベラルーシ選手団（2004ねんアテネオリンピックのベラルーシせんしゅだん）は、2004年8月13日から8月29日にかけてギリシャの首都アテネで開催された2004年アテネオリンピックのベラルーシ選手団、およびその競技結果。

## 概要
今大会は金メダル2個、銀メダル5個、銅メダル6個の合計13個のメダルを獲得した。

## メダル
| メダル | 選手名                     | 競技       | 種目                     |
| ------ | -------------------------- | ---------- | ------------------------ |
| 金     | ユリヤ・ネステレンコ       | 陸上       | 女子100m                 |
| 金     | イハル・マカラウ           | 柔道       | 男子100kg以下級          |
| 銀     | マゴメド・アリプガジエフ   | ボクシング | 男子ライトヘビー級       |
| 銀     | ビクタル・ズエフ           | ボクシング | 男子ヘビー級             |
| 銅     | ナタリア・ツィリンスカヤ   | 自転車     | 女子500mタイムトライアル |
| 銅     | ビャチェスラフ・マカランカ | レスリング | 男子グレコローマン84kg級 |